# Зехтен, Николай Андреевич
Николай Андреевич Зехтен (1829—?) — вице-губернатор Волынской губернии, действительный статский советник.
Родился в семье майора в 1829 году.
С 1846 года по 1848 год учился на юридическом факультете Московского университета.
В службу вступил в 1856 году и в 1885 году получил чин действительного статского советника и был назначен вице-губернатором Волынской губернии — во время губернаторства В. В. Валя.
Был землевладельцем Нижегородской губернии. В 1876 году получил на 21 год на льготных условиях землю в Радомысльском уезде, где устроил пивоваренный завод в селе Гримово Чернобыльской волости. 